# Yonni Hinestroza
Yonni Hinestroza (Zarzal, Valle del Cauca, Colombia; 20 de agosto de 1984) es un futbolista colombiano. Juega de defensa.
Su hermano César Hinestroza también es futbolista profesional.

## Cortuluá
Con idas y venidas, Yonni es uno de los jugadores emblemas del equipo 'Corazón' donde ha disputado 200 partidos oficiales entre Liga, Primera B y Copa Colombia en los que convirtió 6 goles.
Es el cuarto jugador con más partidos disputados con el Cortuluá.
En la actualidad (2017) esta cedido en el Deportivo Pasto.

## Clubes
| Club                 | País     | Año         |
| -------------------- | -------- | ----------- |
| Cortuluá             | Colombia | 2004 - 2006 |
| Once Caldas          | Colombia | 2007        |
| Cortuluá             | Colombia | 2007        |
| Deportivo Pereira    | Colombia | 2008        |
| Cortuluá             | Colombia | 2009 - 2010 |
| Deportivo Pereira    | Colombia | 2010        |
| Atlético Bucaramanga | Colombia | 2011        |
| Real Cartagena       | Colombia | 2011        |
| Cortuluá             | Colombia | 2012        |
| La Equidad           | Colombia | 2013 - 2014 |
| Cortuluá             | Colombia | 2015 - 2016 |
| Deportivo Pasto      | Colombia | 2017        |
| Once Caldas          | Colombia | 2018        |

## Estadísticas
Actualizado al último partido jugado el 2 de junio de 2017 Deportivo Pasto 0-1 América de Cali 
| Club                 | País                | Partidos | Goles |
| -------------------- | ------------------- | -------- | ----- |
| Cortuluá             | Colombia            | 200      | 6     |
| Once Caldas          | Colombia            | 9        | 0     |
| Deportivo Pereira    | Colombia            | 40       | 0     |
| Atlético Bucaramanga | Colombia            | 18       | 1     |
| Real Cartagena       | Colombia            | 12       | 1     |
| La Equidad           | Colombia            | 56       | 0     |
| Deportivo Pasto      | Colombia            | 17       | 1     |
| Once Caldas          | Colombia            | 5        | 0     |
| Total en su carrera  | Total en su carrera | 366      | 9     |

Resumen estadístico como Jugador
| Competición         | Partidos | Goles |
| ------------------- | -------- | ----- |
| Liga                | 321      | 9     |
| Copa nacional       | 39       | 0     |
| Copa Internacional  | 6        | 0     |
| Total en su carrera | 366      | 9     |

## Palmarés

### Campeonatos nacionales
| Título    | Club     | País     | Año  |
| --------- | -------- | -------- | ---- |
| Primera B | Cortuluá | Colombia | 2009 |